# Al-Kamiszli
Al-Kamiszli (arab. ‏القامشلي‎, syr. ܒܝܬ ܙܠܝ̈ܢ, Bēṯ Zālīn, ܩܡܫܠܐ,: Qamishlo, kurd. Qamişlo, tur. Kamışlı) – miasto w północno-wschodniej Syrii przy granicy z Turcją i w pobliżu granicy irackiej, w muhafazie Al-Hasaka. De facto miasto leży w kantonie Qamişlo, który to jest częścią Regionu Cizîrê wchodzącego w skład Autonomicznej Administracji Północnej i Wschodniej Syrii.
W mieście znajduje się międzynarodowe lotnisko (kod IATA: KAC), rafineria ropy naftowej (zbudowana w 1980) oraz węzeł kolejowy. 

## Klimat
Według klasyfikacji klimatów Köppena dla tego obszaru to „Csa” (klimat śródziemnomorski; klimat subtropikalny z suchym latem). Lata są zwykle suche i ciepłe, przy czym lipiec jest najcieplejszym miesiącem w roku. Zimy są zwykle zimne i mokre, a styczeń jest najzimniejszym miesiącem i charakteryzuje się średnio 11 dniami deszczu. W sumie każdego roku występuje około 53 dni deszczu.

## Historia
Początki miasta sięgają lat dwudziestych XX wieku, kiedy na te tereny przybyła znaczna liczba Asyryjczyków uciekających przed ludobójstwem dokonywanym przez Imperium Osmańskie. Uchodźcy z północno-zachodniego Iranu i południowej Turcji zbudowali pod władzami Mandatu Francuskiego Syrii małe miasteczko, które początkowo nazwano Bet-Zalin. Samo miasto zostało oficjalnie założone jako stacja kolejowa Al-Kamiszli (część linii kolejowej Taurus) w 1926.
W marcu 2004, podczas meczu piłki nożnej, rozpoczęły się zamieszki w Al-Kamiszli, gdy odwiedzający arabscy kibice z Dajr az-Zaur zaczęli wychwalać Saddama Husajna, drwiąc z kurdyjskich kibiców. Zamieszki rozszerzyły się poza stadion, a przeciwko osobom pochodzenia kurdyjskiego użyto broni. W następstwie tych wydarzeń zginęło co najmniej 30 Kurdów.
W czerwcu 2005 tysiące Kurdów demonstrowało w mieście, aby zaprotestować przeciwko zabójstwu szejka Kaznawiego, kurdyjskiego duchownego w Syrii. W wyniku rozruchów zginął jeden policjant, a czterech kurdyjskich cywilów zostało rannych. Na pogrzebie Kaznawiego policja zaatakowała zgromadzonych. Aresztowano wówczas około 60 osób, z których część miała być torturowana.
Według Human Rights Watch w marcu 2008 trzech kolejnych Kurdów zginęło, gdy syryjskie siły bezpieczeństwa otworzyły ogień do osób obchodzących wiosenne święto Nouruz.

### Wojna domowa w Syrii
21 stycznia 2014 Al-Kamiszli zostało ogłoszone stolicą Autonomicznej Administracji Północnej i Wschodniej Syrii. Od tego dnia pełniło również funkcję centrum administracyjnego kantonu Cizîrê wchodzącego w skład Rożawy. Pomimo tego, centrum miasta pozostało pod kontrolą żołnierzy i milicjantów lojalnych wobec rządu centralnego w Damaszku, a w niektórych rejonach Rożawy pozostała część instytucji państwowych, co powodowało sporadyczne starcia między Kurdami a prorządową milicją (w 2016 i 2018). 30 grudnia 2015 w potrójnym zamachu bombowym zginęło 16 osób. 27 lipca 2016 kolejne wybuchy zabiły 57 osób, a raniły dalszych 171; do ataku przyznało się Państwo Islamskie.
W 2022 rząd syryjski kontrolował dużą część centrum miasta, a także znaczny obszar wiejski na południu, w tym lotnisko, przejście graniczne, budynki rządowe i kilka dzielnic mieszkalnych. Rząd w dalszym ciągu organizuje produkcję i dystrybucję zbiorów na południowych obszarach wiejskich oraz organizuje loty między Al-Kamiszli a innymi syryjskimi miastami, a także Bejrutem. Niemniej zdecydowana większość miasta znajduje się pod administracją Autonomicznej Administracji Północnej i Wschodniej Syrii.

## Transport

Port lotniczy Al-Kamiszli (2010)

W mieście znajduje się port lotniczy Al-Kamiszli, który został zamknięty dla cywilów w październiku 2015. Jakiś czas później jednak ponownie go otwarto. Syryjskie linie lotnicze, w tym Cham Wings Airlines, FlyDamas i Syrian Air, obsługują loty między Al-Kamiszli a Damaszkiem i Bejrutem. Do 2017 obsługiwano również loty do lotniska Lataki, dopóki nie zostało ono w części przekształcone w wojskową bazę lotniczą Humajmim.
Al-Kamiszli posiada również dużą stację kolejową.

## Demografia
Miasto zamieszkane jest w większości przez Kurdów oraz Asyryjczyków, w mniejszym stopniu przez Ormian i Arabów. Jest uważane za centrum zarówno kurdyjskiej, jak i asyryjskiej grupy etnicznej w Syrii. Asyryjczycy stanowili większość w mieście aż do lat 70. XX wieku, kiedy to Kurdowie z okolicznych wsi masowo zaczęli przybywać do miasta. Al-Kamiszli słynie z dużej parady bożonarodzeniowej oraz festiwali Nouruz i Kha b-Nisan.
W spisie powszechnym z 2004 liczba ludności w Al-Kamiszli wyniosła 184 231.

## Edukacja

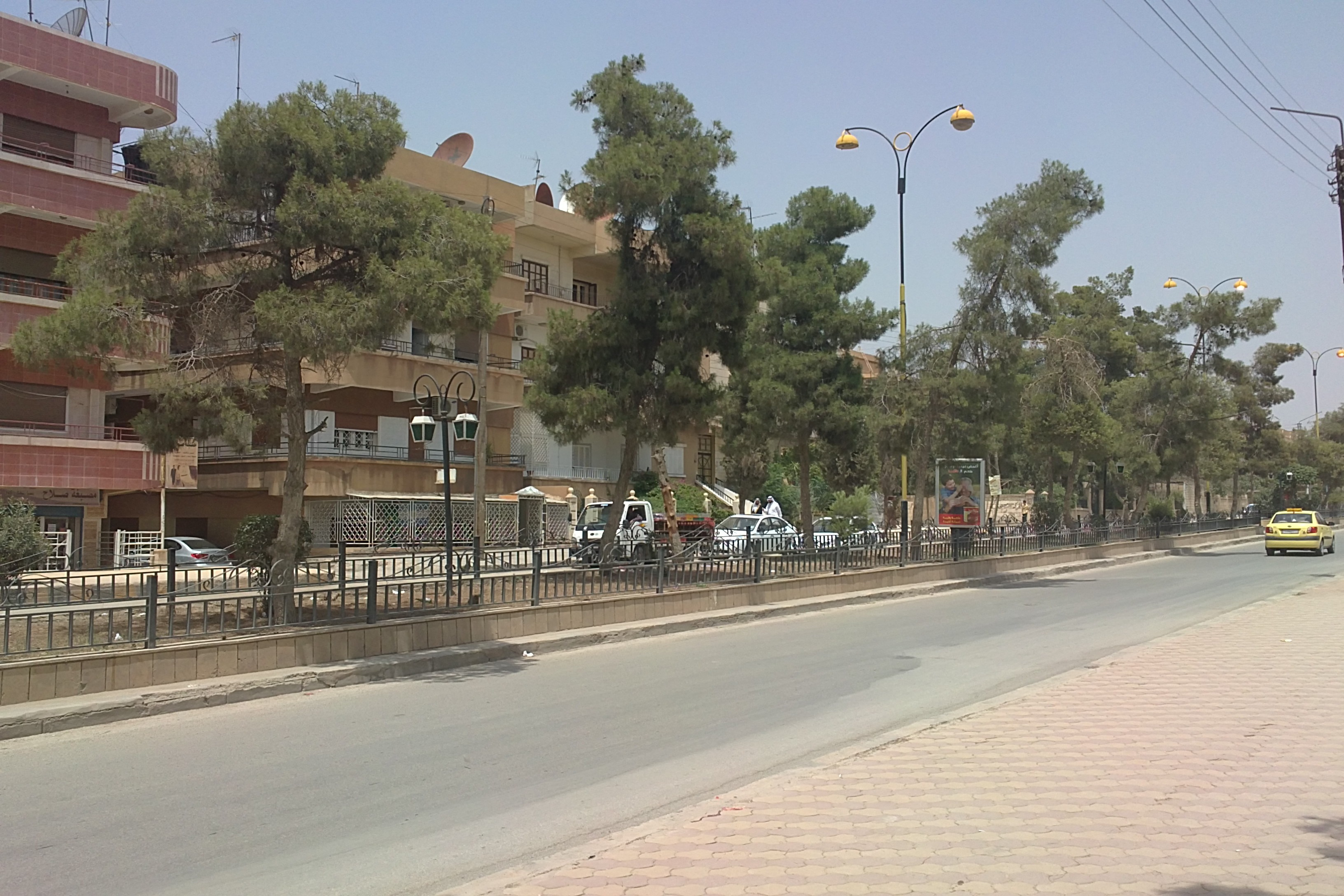
Jedna z ulic w Al-Kamiszli (2010)

W mieście znajduje się jeden z trzech filii Uniwersytetu Rożawskiego. Dwie pozostałe mieszczą się w Al-Hasaka oraz Rmelan. Mieści się tutaj również filia Cordoba Private University. 
Od 2014 w miejscowości działa również Mezopotamska Akademia Nauk Społecznych.

## Media
W mieście swoją siedzibę ma funkcjonujące od 2012 kanał telewizyjny i portal internatowy Ronahî TV. Zajmuje się on przede wszystkim sprawami dotyczącymi Kurdów z całego świata. Informacje przekazywane są przede wszystkim w języku kurdyjskim, ale niekiedy również arabskim oraz angielskim.
Od 2013 siedzibę redakcji ma również kurdyjskojęzyczna gazeta „Nu Dem”. 

## Religia
Najliczniejszą religią w mieście jest islam sunnicki. Wśród mniejszości natomiast najliczniej reprezentowani są chrześcijanie, których ilość przed wybuchem wojny wynosiła w mieście około 40 000, z czego przynajmniej 25 000 należało do Syryjskiego Kościoła Ortodoksyjnego. W mieście znajduje się również mniejszość należąca do Apostolskiego Kościoła Ormiańskiego, kościoła ormiańskokatolickiego (siedziba Eparchii Kamichlié), kościoła syryjskokatolickiego, kościoła chaldejskiego⁣, a także narodowego ewangelicko-prezbiteriańskiego.

## Sport
W mieście od 1962 działa klub piłkarski Al-Jihad SC. Swoją siedzibę ma na Stadionie 7 Kwietnia.